# Norðoyatunnilin
Der Norðoyatunnilin (deutsch Nordinselntunnel) ist der zweite unterseeische Tunnel der Färöer. Er verbindet Leirvík auf Eysturoy mit Klaksvík auf Borðoy und verläuft unter der Meeresenge Leirvíksfjørður. Bis zur Eröffnung des Eysturoyartunnilin im Jahr 2020 war er der längste Tunnel der Färöer.

## Geschichte und Beschreibung
Der Tunnel befindet sich an seiner tiefsten Stelle 150 m unter dem Meeresspiegel und ist 6,3 km lang. Die Bauarbeiten begannen in Leirvík am 18. Dezember 2003 und in Klaksvík am 20. April 2004. Der Tunnel wurde am 25. Juni 2005 durchstochen und am 29. April 2006 dem Autoverkehr übergeben, drei Monate früher als geplant. Dieser Tag wurde als ein wichtiges Datum in der Geschichte der Färöer angesehen und entsprechend gefeiert.
Die Refinanzierung der 395 Millionen Kronen Baukosten geschieht durch Maut, die etwas niedriger ist als der bisherige Fährpreis. Wie schon beim Vágartunnel ist auch beim Nordinselntunnel eine Aktiengesellschaft Bauherr, an der sich der färöische Staat mehrheitlich beteiligte. Die Firma heißt Norðoyatunnilin pf. und hat ihren Sitz in Tórshavn.
Durch den Tunnel erhoffte man sich in Klaksvík einen wirtschaftlichen Aufschwung. Vom Abraum aus dem Tunnel wurde im Hafenbecken eine neue Halbinsel aufgeschüttet, die bis 2015 noch nicht bebaut oder anderweitig genutzt wurde.
Der Tunnel ermöglicht es, zu jeder Tages- und Nachtzeit zwischen den Nordinseln, den Hauptinseln Eysturoy und Streymoy sowie der Westinsel Vágar hin und her zu fahren. Ein Linienbus von Strandfaraskip Landsins verbindet nun mehrmals täglich die beiden größten Städte Klaksvík und Tórshavn. Die Fahrtzeit beträgt auf den 70 km etwa 90 Minuten. Der Fährbetrieb zwischen Leirvík und Klaksvík wurde am Tag der Tunneleröffnung eingestellt.

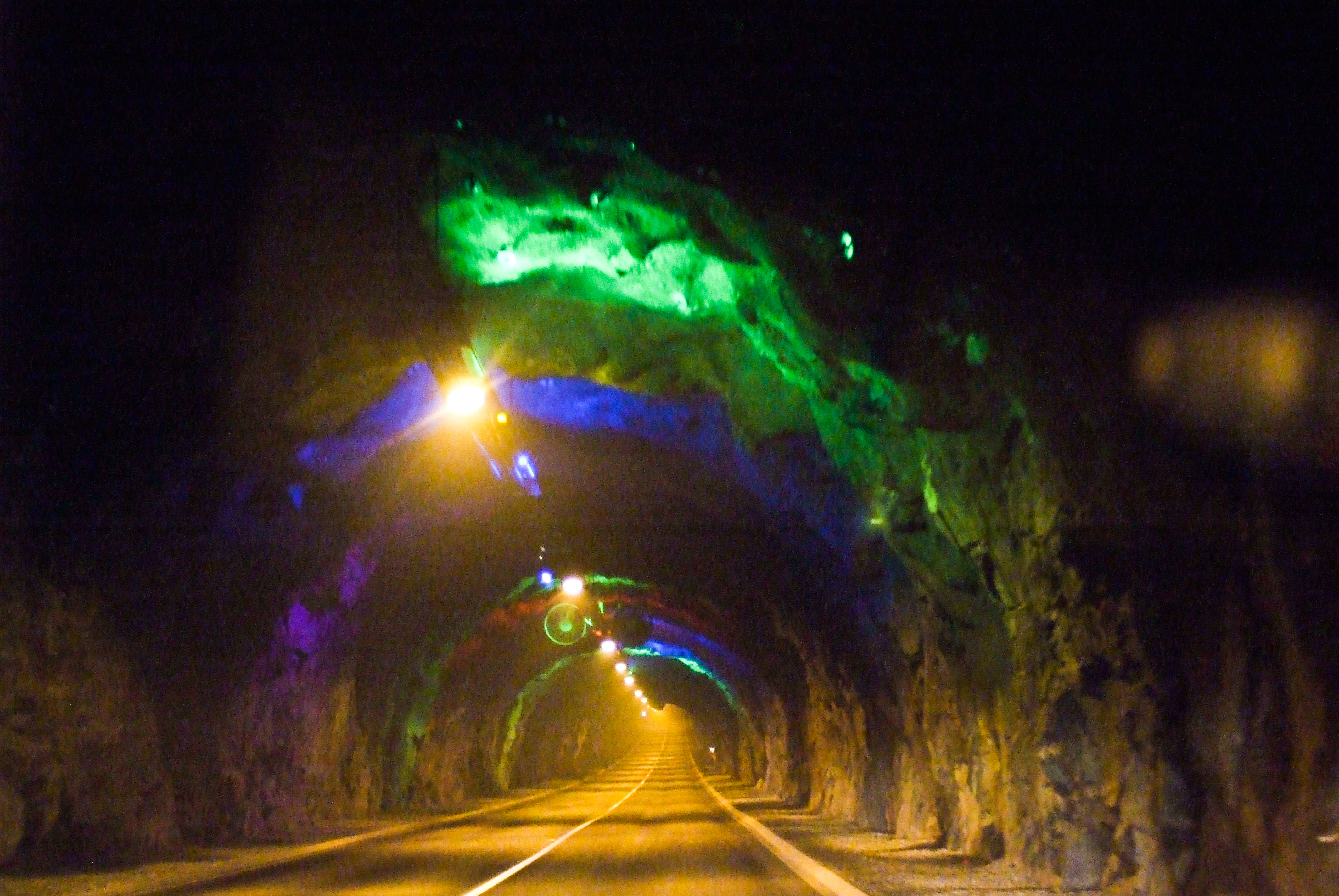
Tróndur Paturssons Lichtkunst in der Mitte des Tunnels.

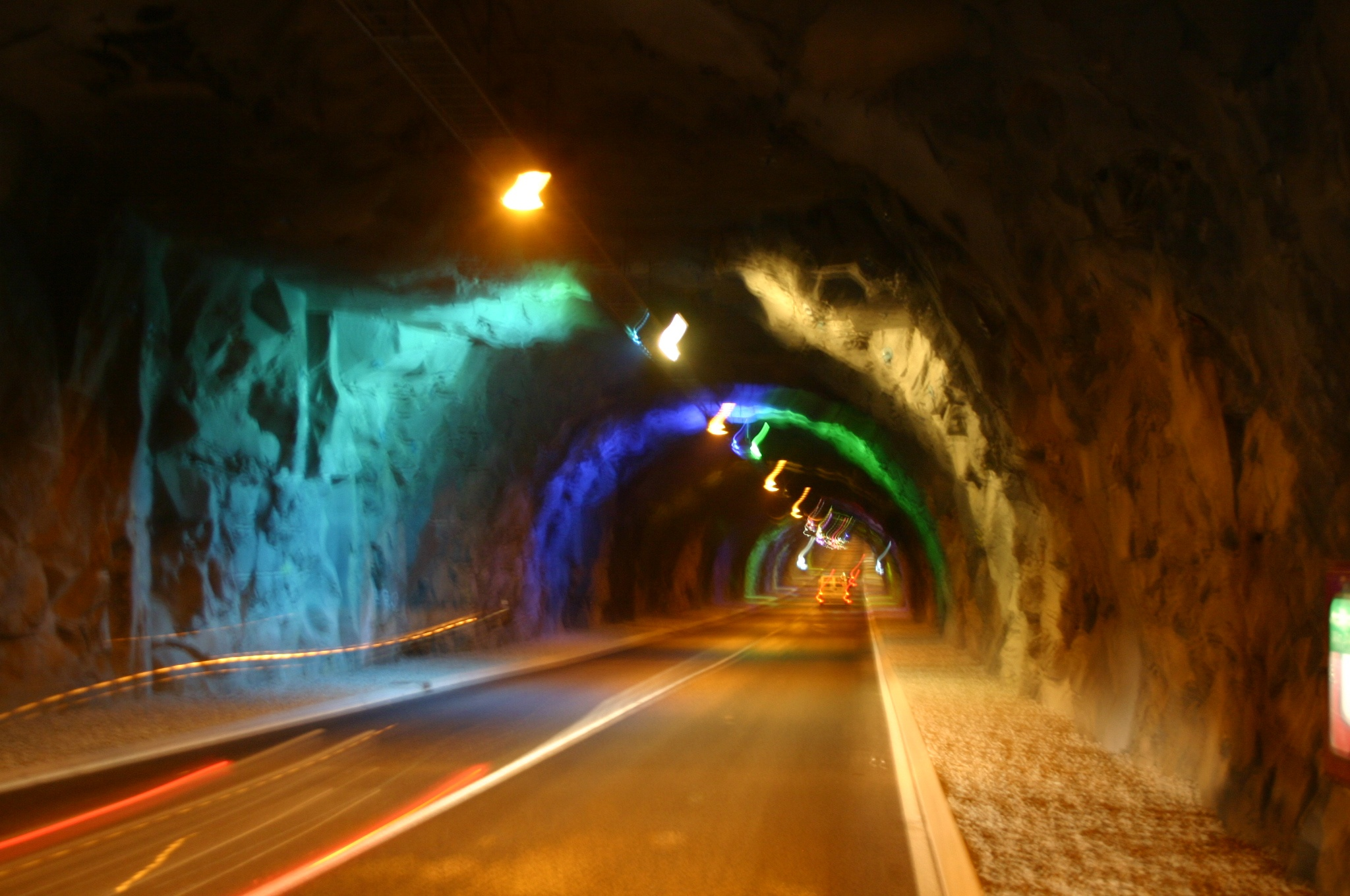
Lichtkunst im Norðoyatunnilin

Die Tunnelmitte wurde innenarchitektonisch mit Beleuchtungsinstallationen von Tróndur Patursson ausgestattet und signalisiert dem Fahrer so, dass er die Hälfte der Strecke geschafft hat.
Die Maut wird vollautomatisch erhoben und beinhaltet ein Rabattsystem und ein Abonnementmöglichkeiten für häufige Nutzer. Die nicht übertragbaren Karten werden pro Durchfahrt per Funk erkannt und entwertet. Der Tunnel ist kameraüberwacht und die Kennzeichen werden registriert.

## Eines der „sieben färöischen Wunder“

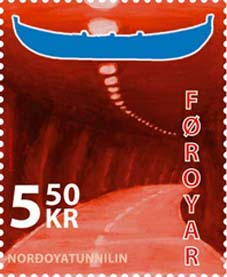
Briefmarke des Postverk Føroya zur Eröffnung des Norðoyatunnilin.

Zur Ólavsøka 2007 veranstaltete das färöische Fernsehen Sjónvarp Føroya einen landesweiten Wettbewerb über die „sieben färöischen Wunder“, zu dem die Zuschauer beliebige Vorschläge über besondere Bauten und andere Gegenstände einreichen konnten. Eine Rangfolge der acht Sieger (wegen Stimmengleichheit in einem Fall) wurde nicht veröffentlicht, aber der Norðoyatunnilin gehört dazu. Die anderen sind das Kirchengestühl von Kirkjubøur, die Magnuskathedrale, die Christianskirkjan in Klaksvík, das Haus des Nordens, Tinganes, die erste Flagge der Färöer in der Kirche von Fámjin und der Sitz der Reichsombudsschaft auf den Färöern (die letzten beiden mit Stimmengleichheit).